# بيتر زيتلينجير
بيتر زيتلينجير (بالألمانية: Peter Zeitlinger)‏ (و. 1960  م) هو مصور سينمائي، ومونتير نمساوي، ولد في براغ.

## جوائز
حصل على جوائز منها:
جائزة رومي ‏.

## وصلات خارجية
- بيتر زيتلينجير في قاعدة بيانات الأفلام على الإنترنت.
- بيتر زيتلينجير  على موقع أول موفي.